# Elisabeth Pähtz
Elisabeth Pähtz (Erfurt, 8 gennaio 1985) è una scacchista tedesca, grande maestro.
Maestro internazionale dal 2004, ottiene la terza norma di grande maestro nel novembre del 2021. Tuttavia la ratificazione del titolo da parte della commissione FIDE è avvenuta soltanto nel dicembre 2022, per una norma del 2016 che era stata ritenuta dubbia dagli esaminatori. È la quarantesima donna ad aver raggiunto il più alto titolo riconosciuto dalla FIDE e la prima di nazionalità tedesca.
Nel settembre del 2018 è entrata nella top 10 del ranking femminile con 2513 punti e dal settembre del 2015 è stabilmente tra le prime trenta donne al mondo.

## Carriera

### Giovanili e juniores
Cominciò a giocare a scacchi molto presto sotto la guida del padre, il Grande maestro Thomas Pähtz. All'età di 9 anni vinse il campionato tedesco femminile nella fascia under 11.
Nello stesso anno ha partecipato al match Kasparov - Resto del mondo in qualità di analista ufficiale del World Team assieme alle altre allora giovani promesse Étienne Bacrot, Florin Felecan e Irina Krush.
Nel 2002 vinse a Heraklion il Campionato del mondo under-18 femminile e nel 2005 vinse a Istanbul il campionato del mondo juniores femminile (under-20).

### Risultati individuali

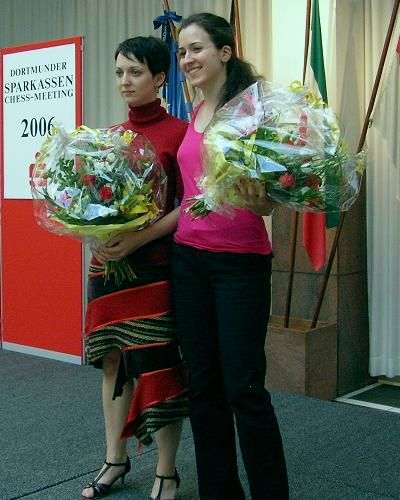
Nel 2006 assieme a Irina Krush durante la premiazione del match di Dortmund

Nel 1999 vinse il campionato tedesco femminile all'età di soli 14 anni.
Nel 2004 ottiene il titolo di Maestro Internazionale.
Nel 2006 ha disputato a Dortmund un match contro la statunitense Irina Krush venendo sconfitta per 2½ - 3½.
Nel 2008 ha partecipato a Nal'čik alle fasi finali del Campionato del mondo femminile. Dopo aver superato al 1º turno Ilaha Kadinova per 4-3, al 2º turno ha perso ½-1½ contro Anna Ushenina.
Nell'aprile 2018 ha vinto il Campionato Europeo femminile a gioco rapido.
In settembre 2018 a Lidingö, in Svezia, vince il quadrangolare femminile rapid Pia Cramling’s invitational tournament, dedicato all'omonima giocatrice svedese con 4½ su 6.
Nel novembre 2018 ha partecipato al Campionato del mondo femminile, nel quale viene eliminata al primo turno dalla iraniana Mobina Alinasab per 1½ - ½.
Nell'aprile 2019 è giunta 3ª per spareggio tecnico nel Campionato europeo individuale femminile.
Nel novembre 2021 giunge al secondo posto al FIDE Women's Grand Swiss di Riga con 7,5 punti su 11, a un punto e mezzo dalla vincitrice Lei Tingjie. La prestazione le fa ottenere la terza e definitiva norma di grande maestro.

### Nazionale
Ha partecipato con la Germania femminile a tutte le olimpiadi dal 1998 al 2018, giocando complessivamente 113 partite (+45 =47 -21). I suoi migliori piazzamenti sono stati un 8º posto di squadra e un 4º personale, entrambi ottenuti nell'edizione di Istanbul 2000.
Il 29 maggio 2019 ha annunciato il suo ritiro dalla Nazionale, motivandolo con la scarsa attenzione e supporto da parte della Federazione tedesca verso gli scacchi femminili.

### Club
Nel maggio 2017 vince il Campionato Italiano Femminile a Squadre (CISF) con la squadra del Caissa Italia Pentole Agnelli Bologna, gioca in prima scacchiera e imbattuta, ottiene 3½ punti su 5 partite giocate.
Nell'agosto 2018 partecipa al Campionato spagnolo a squadre con la CAC BENIAJAN DUOCHESS. La squadra giunge seconda, mentre con 6 punti su 7 Pähtz risulta il miglior giocatore dell'evento.

### Scacchi960
È anche una forte giocatrice di Scacchi960. Nel 2006 ha giocato un match contro Alexandra Kosteniuk per il campionato del mondo femminile di questa varietà degli scacchi, perdendolo 2½ - 5½.

## Vita privata
Nel settembre del 2015 ha sposato l'italiano Luca Shytaj, all'epoca Maestro Internazionale. La coppia si è successivamente separata.